# Polinicinae
Polinicinae is een onderfamilie van weekdieren uit de klasse van de Gastropoda (slakken).

## Geslachten
- Amauropsis Mörch, 1857
- Bulbus T. Brown, 1839
- Conuber Finlay & Marwick, 1937
- Euspira Agassiz in J. Sowerby, 1837
- Friginatica Hedley, 1916
- Glossaulax Pilsbry, 1929
- Hypterita Woodring, 1957
- Kerguelenatica Powell, 1951
- Mammilla Schumacher, 1817
- Neverita Risso, 1826
- Polinices Montfort, 1810
- Pseudopolinices Golikov & Sirenko, 1983
- Sinuber Powell, 1951
- Tahunacca Maxwell, 1992 †
- Uberella Finlay, 1928